# Einen Jux will er sich machen (1962)
Einen Jux will er sich machen ist eine deutsche Fernseh-Verfilmung der gleichnamigen Theaterkomödie von Johann Nestroy.

## Handlung
Die Handlung entspricht der literarischen Vorlage:
Der Gewürzhändler Zangler fährt für ein paar Tage in die große Stadt, wo er seine Braut, die Modehändlerin Madame Knorr, abholen will, um sie alsbald zu heiraten. Zudem will er seine Nichte Marie, deren Vormund er ist, bei seiner Schwägerin Fräulein von Blumenblatt in Sicherheit bringen, denn er ist strikt gegen eine Heirat Maries mit ihrem Verehrer August. Sein Angestellter Weinberl und der Lehrjunge Christoph sollen so lange den Laden führen. Doch Weinberl, gerade zum Teilhaber des Ladens befördert, hat andere Pläne: Statt tagein, tagaus im Laden zu hocken, will er endlich etwas erleben und macht sich mit Christoph ebenfalls auf in die Stadt.
Vor einer Begegnung mit Zangler fliehend, geraten Weinberl und Christoph ausgerechnet in den Laden von Madame Knorr. Weinberl gibt sich als Ehemann einer Kundin, Frau von Fischer, aus und diese spielt das Spiel mit, um sich auf seine Kosten ausführen zu lassen. Das Lokal, in dem Weinberl, Christoph, Fischer und Knorr nun zusammensitzen, ist zufällig dasselbe, in dem Zangerl mit seinem neuen Hausknecht Melchior seiner Nichte und ihrem Geliebten auflauern will. Es kommt nun zu allerhand Verwechslungen und Missverständnissen, bis Weinberl und Christoph (Letzterer verschleiert und in Frauenkleidern) bei Fräulein von Blumenblatt abgesetzt werden und von dieser für Marie und August gehalten werden. Als der echte August und dann noch Zangerl, Melchior und Marie auftauchen, schaffen es Weinberl und Christoph gerade so, zu fliehen und rechtzeitig wieder im Laden zu sein, um dort zwei Einbrecher auf frischer Tat zu ertappen. Zangerl folgt mit den Damen Knorr und Fischer nach, und Weinberl kann Letztere durch einen spontanen Heiratsantrag davon abhalten, seine Schwindelei aufzudecken. Fischer nimmt an, und so endet das Stück mit drei Brautpaaren: Zangerl und Knorr, Weinberl und Fischer sowie, da Augusts Erbtante zum richtigen Zeitpunkt gestorben ist, auch August und Marie.

## Produktion
Der Film ist eine Produktion des Bayerischen Rundfunks und wurde am 20. Mai 1962 zum ersten Mal ausgestrahlt, und zwar, wie eine Texteinblendung am Anfang des Films ankündigt, anlässlich des 100. Todestags von Johann Nestroy. In Österreich lief er am 12. Oktober desselben Jahres.